# Don't Give Up
Pour des articles plus généraux, voir Peter Gabriel et Discographie et vidéographie de Kate Bush.
Singles de Peter Gabriel
Sledgehammer
(1986) Big Time
(1987)
Singles par Kate Bush
The Big Sky
(1986) Experiment IV
(1986)
Pistes de So
Sledgehammer That Voice Again
Don't Give Up est une chanson écrite par Peter Gabriel et enregistrée en duo avec Kate Bush, pour So, le cinquième album de Peter Gabriel. 

## Le duo avec Kate Bush
C'est le deuxième single extrait de So au Royaume-Uni en 1986, et le cinquième aux États-Unis en 1987. Il est resté onze semaines dans le Top 75 au Royaume-Uni en 1986, son meilleur classement ayant été la neuvième place.
Peter Gabriel s'inspira de l'histoire de la Grande Dépression américaine pour l'écrire, et se rapprocha de la chanteuse country Dolly Parton pour qu'elle chante avec lui. Cette dernière refusa ; Kate Bush, qui avait déjà collaboré avec lui sur Games Without Frontiers, prit sa place.
Cette ballade parle d'un homme désespéré, au chômage, que sa femme tente d'empêcher de sombrer. Les couplets, chantés par Gabriel, décrivent les sentiments d'isolement et de désespoir ; les refrains, chantés par Bush, offrent des paroles d'espoir et d'encouragement.
Deux vidéos ont été créées pour la chanson. La première, par Kevin Godley et Lol Creme, est composée d'une seule prise vue d'une étreinte des deux chanteurs, avec en arrière-plan une éclipse totale faisant disparaître puis réapparaître le soleil ; la seconde, par Jim Blashfield, montre les visages de Gabriel et de Bush superposés sur une ville délabrée et ses habitants.

## Refrain
Le refrain est interprété par Kate Bush :

« Don't give up

'cos you have friends

don't give up

you're not beaten yet

don't give up

I know you can make it good »

— Peter Gabriel, Don't Give Up, Album : So

« N'abandonne pas

Car tu as des amis

N'abandonne pas

Tu n'es pas encore vaincu

N'abandonne pas

Je sais que tu peux y arriver »

## Liste des pistes
Il s'agit de la version de Peter Gabriel et Kate Bush ; toutes les chansons ont été écrites par Peter Gabriel.
12" (RU)
1. Don't Give Up
2. In Your Eyes (Special Mix)
3. This is the Picture

12" (ÉU)
1. Don't Give Up (LP version)
2. Don't Give Up (edit)
3. Curtains

Limited Edition 7" poster sleeve
1. Don't Give Up
2. In Your Eyes (Special Mix)

## Crédits
- Peter Gabriel – chant, CMI, Prophet, Linn, piano
- David Rhodes – guitare
- Tony Levin – basse
- Richard Tee – piano
- Simon Clark – chorus CS-80
- Manu Katché – batterie
- Kate Bush – chant

## Classements musicaux
| Pays             | Hit-parade                | Meilleur classement |
| ---------------- | ------------------------- | ------------------- |
| Irlande          | Irish Singles Chart       | 4                   |
| Pays-Bas         | Single Top 100            | 5                   |
| Australie        | Australian Singles Chart  | 5                   |
| Royaume-Uni      | UK Singles Chart          | 9                   |
| Nouvelle-Zélande | New Zealand Singles Chart | 16                  |
| Allemagne        | German Singles Chart      | 27                  |
| Canada           | Canadian Singles Chart    | 40                  |
| États-Unis       | Billboard Hot 100         | 72                  |

## Reprises
| Année | Duos                  | Duos                     | Notes |
| Année | 1er interprète        | 2e interprète            | Notes |
| ----- | --------------------- | ------------------------ | --- |
| 2012  | David Archuleta       | Libbie Linton            | Sur l'album Begin. |
| 2012  | Dr. Ring Ding         | Doreen Shaffer           | Avec la chanteuse des Skatalites, une version Rocksteady sur l'album Dr. Ring Ding Ska-Vaganza - Piping Hot.                                          |
| 2011  | Peter Gabriel         | Ane Brun                 | Un enregistrement sur le neuvième album solo de Peter Gabriel, New Blood, sorti le 11 octobre 2011.                                                   |
| 2010  | Tarja Turunen         | Liv Kristine             | Sur la partie européenne de sa tournée What Lies Beneath tour.                                                                                        |
| 2010  | Nicolai Dunger        | Silje Nergaard           | Incluse dans Reconnection, l'album du bassiste suédois Georg Wadenius (en).                                                                           |
| 2010  | P!nk                  | John Legend              | Reprise sur The Imagine Project d'Herbie Hancock. |
| 2009  | The Midway State (en) | Lady Gaga                | Mai 2009, une version en ligne. |
| 2008  | Shark (en)            | Cindy Wasserman          | Le guitariste des Wild Colonials (en) et la chanteuse de Dead Rock West.                                                                              |
| 2008  | Tina Arena            | Jeff Martin (en)         | L'ancien leader des Tea Party interprète la chanson en live pendant une émission du quiz show australien RocKwiz.                                     |
| 2006  | Still Collins         |                          | Sur l'album Ballads And Love Songs Live, interprétée par le chanteur et une choriste                                                                  |
| 2006  | Tara MacLean (en)     | —                        | Reprise sur l'album the Songs For Sunset. |
| 2006  | Shannon Noll (en)     | Natalie Bassingthwaighte | Reprise par ces deux artistes australiens sur la compilation Home: Songs of Hope & Journey (en), de l'organisation à but non lucratif Beyondblue,.    |
| 2005  | Jimi Mbaye            | —                        | Le chanteur - guitariste sénégalais reprend la chanson sur son album Yaye Digalma.                                                                    |
| 2005  | Bono                  | Alicia Keys              | En décembre, le leader de U2 et la chanteuse R&B enregistrent « Don't Give Up (Africa) » à l'occasion de la journée mondiale de lutte contre le sida. |
| 2002  | Take 6                | —                        | Enregistrent une version a cappella sur leur album de reprises Beautiful World.                                                                       |
| 2002  | Xavier Naidoo         | —                        | Reprend la chanson sur l'album Zwischenspiel/Alles für den Herrn.                                                                                     |
| 2001  | Show of hands (en)    | —                        | Reprise incluse sur leur album Covers (en) |
| 1999  | Máire Brennan         | Michael McDonald         | Une reprise de cette chanson comme titre bonus sur l'album Whisper to the Wild Water (en) de Màire Brennan.                                           |
| 1999  | Gregorian             | Sarah Brightman          | Cette reprise se trouve sur l'album Masters of Chant (en) de Gregorian et sur The Harem Tour Limited Edition de Sarah Brightman.                      |
| 1994  | Peter Gabriel         | Paula Cole               | La chanson est incluse dans l'album live de Peter Gabriel, Secret World Live, où il est accompagné par Paula Cole,                                    |
| 1993  | Willie Nelson         | Sinéad O'Connor          | Incluse dans l'album Across the Borderline (en) de Willie Nelson, produite par Don Was, Paul Simon et Roy Halee (en),.                                |
| 1987  | The Shadows           | —                        | Interprètent une version instrumentale sur l'album Simply Shadows.                                                                                    |

## Dans la culture populaire
- La chanson est créditée à la fin du film Bone Collector, avec Denzel Washington et Angelina Jolie.
- À la fin du téléfilm Perfect Body (en).
- Dans l'épisode Les Souvenirs - 2e partie de Deux flics à Miami, l'épisode où Don Johnson retrouve la mémoire[3].
- Un épisode de Kids Incorporated en 1989, où chantent Kenny Ford et Jennifer Love Hewitt.
- À la fin du film de surfeurs In God's Hands.
- Elle est reprise dans la série télévisée Cold Case : Affaires classées, saison 1, épisode 17.